# Tillandsia rhodocephala
Tillandsia rhodocephala là một loài thuộc chi Tillandsia. Đây là loài đặc hữu của México.